# Стефан Вітковський
Стефан Вітковський (пол. Stefan Witkowski, 27 вересня 1931, Лодзь – 24 жовтня 2007, Варшава) — польський шахіст, журналіст, суддя та шаховий діяч.

## Шахова біографія
Як юніор Стефан звернув на себе увагу Казиміра Макарчика, якого двічі обіграв у сеансах одночасної гри, що той проводив із молодими шахістами Лодзю. Досить швидко Вітковський увійшов до когорти лідерів польських шахів. У 1951–1979 він вісімнадцять разів виступив у чемпіонатах країни. В «домашній» для себе першості 1954 набрав однакову з Богданом Сливою кількість очок, однак, програвши додатковий матч, посів друге місце. Зміг надолужити шанс у 1959, коли, обігравши в матчі-дограванні Юзефа Громека, завоював таким чином чемпіонський титул. У 1955 дебютував на міжнародних змаганнях. Закріпився в середині таблиці результатів турніру в Любляні, при цьому здобув перемогу над гросмейстером Васьою Пірцем у його ж фірмовому дебюті – захисті Пірца-Уфімцева. 1958 року в складі збірною на Олімпіаді в Мюнхені зірав на IV шахівниці з результатом 7 пунктів у 12 партіях. Багаторазовий медаліст командних чемпіонатів Польщі. І десять разів вигравав його у складі столичного клубу «Маратон».
Серед виступів Вітковського у більш як 30-ти міжнародних турнірах слід відзначити друге місце 1976 року у Градець-Кралове) і третє 1977 в Любліні. На цих турнірах він виконав норму mміжнародного майстра. З часом дедалі менше працював над своєю грою, знаходячи собі застосування в різноманітних довколошахових заняттях. Був капітаном збірною, тренером (зокрема, жіночої збірної), у 1970 отримав посаду віце-президента з організаційних питань Польської шахової федерації. Як тренер також співпрацював з варшавськими клубами «Гвардія» і «Маратон». Дописував у спеціалізованих виданнях, вів шахові колонки в різного рівня газетах, написав декілька книжок для популяризації шахів. Як шахіст був сильним у позиційній грі, вважався знавцем захисту Грюнфельда.
Найвищий офіційний рейтинг у кар'єрі пана Стефана Вітковського зафіксований на початку 1978: 2365 пунктів та 16-19 позиція серед шахістів Польщі. Натомість Chessmetrics оцінює його рейтинг того ж періоду у 2439
З 1976 почесний член шахової федерації Польщі.